# 김경태 (1980년)
김경태(金景太, 1980년 12월 10일~)는 일본의 배우이다.
일본 지바현에 한국인와 일본인 어머니 사이에서 태어나 대한민국에서 자랐다.